# جن دارا: آخرین
جَن دار: پایانی (به انگلیسی: Jan Dara: The Finale) فیلمی در ژانر درام، رومانتیک و اروتیک به کارگردانی ام.ال. پوندهِوانُوپ دیواکول محصول سال ۲۰۱۳ کشور تایلند است. فیلمنامه این اثر نوشته‌ام. ال. پوندهِوانُوپ دیواکول، اقتباسی از کتاب «داستان جِن دارا»، نوشته اُوتسانا فلونگتهام است.
از بازیگرانی که در این فیلم به ایفای نقش پرداخته‌اند، می‌توان از ماریو موریر، ساکرات روئکتامرونگ، بانکوج کونگمالای، ساویکا چایی‌دج، راتا پونگام، چایاپول جولین پوپارت نام برد.
این فیلم دنباله ای بر جَن دارا: سرآغاز است؛ که در سال ۲۰۱۲ منتشر شد. این فیلم در ۷ فوریه ۲۰۱۳ توسط شرکت سهامونگکل فیلم اینترنشنال منتشر شد؛ و در مجموع فروش جهانی موفق به کسب فروش ۱٬۲۱۴٬۵۱۷ دلار، در گیشه گردید.
این فیلم در سال ۲۰۱۴ و در جشنواره جایزه انجمن ملی فیلم تایلند در ۶ عنوان، کاندید دریافت جایزه شد؛ و درنهایت موفق به کسب جایزه بهترین فیلم جشنواره گردید.

## داستان
«جَن دارا» در کنار دوست و رفیق صمیمی‌اش کِن، به ادامه مرور خاطرات خود می‌پردازد. او به یاد می‌آورد که چگونه عشقش «سُنبل» را ترک کرده‌است؛ و همچنین ظلم ناپدری‌اش «لُرد ویزنان»، «مادام بوئِلونگ» برازنده و متشخص، او همچنین دسیسه‌های خواهر ناتنی‌اش «کائو» را به یاد می‌آورد، که بخاطر او مجبور به ترک بانکوک شد.
ایالت «پیجیت واناچ»
جَن و کِن بعد از فرار از بانکوک، به منزل مادر بزرگ «مادام پیجتراسلا» برمی‌گردند؛ آنها تصمیم به انتقام، از لُرد ویزنان می‌گیرند. جَن به سُنبل نامه می‌نویسد و دلیل فرار خود را توضیح می‌دهد؛ و از دوری او احساس دلتنگی می‌کند. در این میان کِن که تحمل جنسی‌اش را از دست رفته می‌بیند؛ با گرفتن پول از جَن به کاباره می‌رود. کِن با زنی میانسال به نام «پاتوم» آشنا می‌شود؛ و در جریان صحبت، پاتوم برای او فاش می‌سازد، که در حین ربوده شدن «دارا» (مادر جَن)، او مورد تجاوز جنسی قرار نگرفته و در حقیقت هنگامی که «چام» (پدر جَن) و دارا مثل دو مرغ عشق در حال عشق بازی بوده‌اند؛ و او بوده که مورد تجاوز مردان بی‌رحم چام قرار گرفته‌است. پاتوم از فرصت استفاده کرده و فرار می‌کند و پلیس را در جریان می‌گذارد. پلیس بعد از نجات دارا، او را به خانه برمی‌گرداند و مادربزرگ که دارا را حامله می‌یابد؛ برای فرار از رسوایی، مجبور به رضایت دادن برای ازدواج دارا با لُرد ویزنان می‌شود. حال جَن فهمیده‌است که فرزند تجاوز و حرام‌زاده نیست.
با هدایت پاتوم، آنها برای پیدا کردن چام، به دنبال پلیسی به نام «کاپیتان روانگ» می‌گردند و با کمک افسری که برادزاده روانگ است، به او می‌رسند. روانگ تعریف می‌کند، که افسر ارشد چام بوده‌است؛ و درپی ورشکستگی خانواده چام، او مدرسه افسری را ترک می‌کند. اما دارا، پس از رهایی برای روانگ تعریف کرده، که چام از او خواسته که فرزندش را نگه دارد؛ و دارا نیز قول داده روزی ثروت خانوادگی چام را که خانواده‌اش از او گرفته‌اند را به فرزندش بازگرداند؛ اما متأسفانه مردان چام به او هم رحم نمی‌کنند و با تیراندازی به چام، او را به قتل رسانده، جسدش را به رودخانه می‌اندازند؛ و در ادامه به دارا تجاوز می‌کنند. جَن که ناامید شده، قصد خودکشی با تفنگ روانگ را می‌کند؛ ولی کِن او را نجات می‌دهد.
جَن با تشویق سُنبل، شروع به اداره کارخانه و کسب خانوَدگی شان در پیجیت می‌کند. در این هنگام، عمه وَد مادر کِن هم به آنها می‌پیوندد؛ و خبر حاملگی کائو را می‌دهد. (توضیح: کائو دختر عمه وَد و لُرد ویزنان است؛ که در هنگام رابطهٔ جنسی با کِن دیده شد و جَن برای نجات جان کِن، آن رابطه را به گردن گرفت؛ و درواقع دلیل فرار جَن و کِن از بانکوک همین موضوع بود)
عمه وَد تعریف می‌کند، که پس از فرار جَن، کائو به سبک زندگی ناپسند خود ادامه داده و با جمع کردن خدمتکاران مرد و در غیاب همسر جدید لُرد یعنی مادام بوئِلونگ و لُرد که به سنگاپور و اروپا سفر کرده بودند، با آنها رابطهٔ جنسی گروهی برقرار می‌کرده‌است. (توضیح: مادام بوئِلونگ عشق جوانی لُرد، که جدیداً با او ازدواج کرده‌است)
از طرفی با برگشت پسر مادام بوئلونگ یعنی «کاجورن»، که افسر ارتش است، کائو با او رابطه عاشقانه برقرار می‌کند. در بازگشت لُرد و همسرش، کاجورن از بارداری ۳ماهه کائو خبر می‌دهد و لُرد تصمیم به برقراری جشنی بزرگ می‌گیرد. اما بوئلونگ فاش می‌سازد، که آنها نمی‌توانند با هم ازدواج کنند؛ زیرا کاجورن نیز فرزند لُرد است، که مادام قبل از ازدواج اولش، او را از لُرد، باردار بوده‌است؛ و کائو و کاجورن درواقع برادر و خواهر هستند.
با تصمیم لُرد، جَن برای همسری کائو و پاک کردن رسوایی، انتخاب می‌شود. عمه وَد که قاصد پیام است، او را به بانکوک برمی‌گرداند. جَن به مادربزرگ قبل از مرگش، قول انتقام از لُرد را می‌دهد. لُرد که بر اثر تشنج در هنگام شنیدن خبر مادام بوئلونگ، زمین‌گیر شده‌است؛ قبول می‌کند تمام مایَملک خود در بانکوک را به جَن منتقل کند. جَن، مادام بوئلونگ را مدیرعامل شرکت بین‌المللی سنگاپور می‌کند. لُرد به خانه‌ای که قبلاً جَن در آن محبوس بوده، تبعید می‌شود. حال او رسماً ارباب خاندان شده‌است.
جَن متوجه می‌شود که سُنبل در غم تنهایی و بر اثر مریضی فوت کرده‌است. بعد از عروسی نمادین، کائو با توهین به جَن، حتی با خوردن سیلی از جَن هم حاضر به گذاشتن احترام و رابطهٔ جنسی با او نمی‌شود. جَن از بانو بوئلونگ می‌خواهد که لطفی که چند سال پیش به او کرده‌است، را برگرداند. جَن با بیان خاطرات اولین لمس و عشق خود به بانو، از او تقاضای رابطه جنسی می‌کند. بوئلونگ که شدیداً مردد است، در نهایت بخاطر عشقش به لُرد و ترس از اینکه جَن به او آسیب برساند، با او همبستر شده، با او به عشق بازی می‌پردازند.
فرزند حرام‌زاده کائو به دنیا می‌آید؛ و جَن فرزند را با محبّت می‌پذیرد؛ ولی متأسفانه فرزند معلول ذهنی است. جَن از بوئلونگ درخواست داشتن فرزند می‌کند؛ که وارث او باشد. اما متوجه می‌شود که بوئلونگ خود را عقیم کرده‌است. در همین لحظه لُرد با دیدن آنها در رختخواب، سکته کرده، کاملاً فلج می‌شود. بانو بوئلونگ دیگر حاضر به همراهی جَن در رختخواب نیست. جَن که ناامید شده، شب‌هنگام به کائو تجاوز و او را باردار می‌کند. جَن همچنین لُرد را کتک زده و صورت او را همانند خاطرات کودکی‌اش با پرتاب لیوان زخمی می‌کند؛ لُرد در نهایت بعد از چند روز می‌میرد.
عمه وَد به‌خاطر رفتار زشت جَن، به پیجیت برگشته، راهبه معبد می‌گردد. کِن به او هشدار می‌دهد، در صورتیکه به اعمال ناپسند خود ادامه دهد، خود را تنها خواهد دید. در جریان جنگ جهانی دوم و در بمباران بانکوک توسط ژاپن، کاجورن با فداکردن جانش، جَن را از مرگ نجات می‌دهد. کائو نیز بعد از تجاوز جَن، تصمیم به خودکشی می‌گیرد؛ اما بانو بوئلونگ برای نجاتش، به معشوقه او تبدیل می‌شود و با او هم‌آغوش می‌شود. جَن که به اشتباهات خود پی‌برده و موضوع رابطه را فهمیده‌است؛ با دادن انگشتر کاجورن به بوئلونگ، به او می‌گوید، که کاجورن به انگلستان رفته‌است. بوئلونگ، آنها را ترک می‌کند. کائو نیز که خود را دیگر تنها و بی‌کس می‌بیند، با پریدن از طبقات خانه، خودکشی می‌کند.
جَن کتاب خاطراتش را برای چاپ به کِن می‌سپارد.